# متلازمة بانتي
متلازمة بانتي أو مرض بانتي هو مرض مزمن يصيب العديد من أجهزة الجسم، يعد تضخم الطحال وتشمع الكبد وتكسر كريات الدم الحمراء مما يسبب فقر الدم الشديد أهم أعراضه.

## مسميات أخرى للمرض
- ارتفاع ضغط الدم في الوريد البابي مجهول السبب
- احتقان الطحال مجهول السبب
- متلازمة بانتي
- مرض بانتي [1]

## تاريخيًا
سمي مرض بانتي نسبة إلى الطبيب والباحث في علم أمراض الأنسجة الإيطالي جيودو بانتي.
وقد لاحظ الطبيب بانتي في الفترة بين عامي 1882 - 1914 حالات من المرضى المصابين بتضخم الطحال وفقر الدم وتليف الكبد والاستسقاء مما يؤدي إلى الوفاة، فقام بنشر ورقتين بحثيتين يصف فيهما الأعراض ويطلق عليها اسم متلازمة بانتي.
وفي عام 1900 كان الطبيب أوسلر يرصد حالات مرضى يعانة ن من أنيميا مصحوبة بتضخم الطحال فأطلق عليها اسم أنيميا الطحال، فتم استخدام الاسمين بالتبادل في الولايات المتحدة الأمريكية، وقد استخدم الأطباء الإنجليز والألمان مصطلح متلازمة بانتي في الحالات المتقدمة من المرض فقط والتي تضخم الكبد بجانب تضخم الطحال. كما استخدموا مصطلح متلازمة بانتي وأنيميا الطحال ايضًا لوصف تضخم الطحال في حالات مرض الزهري والسل الرئوي والملاريا.
وافترض الطبيب بانتي أن المريض يعاني من تكسر كرات الدم الحمراء بمعدلات أكبر من الطبيعية ما يؤدي إلى تضخم الطحال لتحسين وظيفته في التخلص من هذه الكرات النافقة -وهو ما ثبت خطؤه-, كما افترض أن الحالة يمكن علاجها ببساطة بجراحة لاستئصال الطحال, وبالفعل أجرى الطبيب بانتي أول عملية لاستئصال الطحال في حالة مريض بمتلازمة بانتي عام 1903.
وفي عام 1922 تم تشخيص 43 مريضًا بمتلازمة بانتي بالمستشفيات الجامعية بالولايات المتحدة، وقد تم إجراء جراحة استئصال الطحال لنصف هؤلاء المرضى بينما عولج النصف الآخر بمجرد متابعة الحالة والحفاظ عليها من التدهور، وتم المقارنة بين النصفين لتحديد مدى نجاح استئصال الطحال في علاج المرض.

## فيسيولوجيا المرض

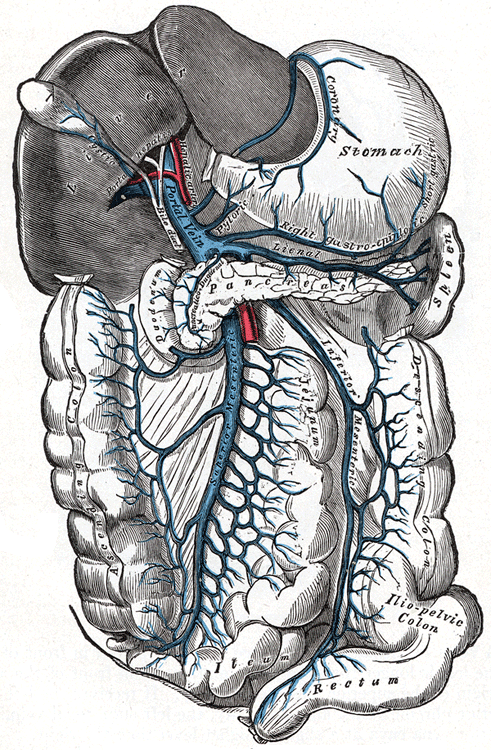
رسم توضيحي للوريد البابي (الوعاء الدموي ذو اللون الأزرق) يوضح خروج الدم الوريدي من الجهاز الهضمي والطحال إلى الكبد عن طريق الوريد البابي

يُحمل الدم الخارج من الطحال والجهاز الهضمي إلى الكبد لترشيحه وتنقيته من السموم عن طريق الأوردة البابية وتسمى تلك الدورة الدموية بالدورة البابية الكبدية، في حالة مرض بانتي يحدث انسداد في الأوردة البابية مما يسبب ارتداد الدم إلى الطحال والجهاز الهضمي مما يسبب احتقانهما وارتفاع ضغط الدم الوريدي بهما، هذا الانسداد قد يكون لسبب غير معلوم وإنما هو تشوه وُلِدَ به المريض أو في بعض الحالات بسبب تعاطي دواء أزاثيوبرين بعد عملية زراعة الكلى .و يؤدي احتقان الدم في الأوردة البابية إلى زيادة حجم الطحال تدريجيًا فيما يعرف بتضخم الطحال، وبذلك تضطرب وظايف الطحال ومنها وظيفته في تكسير خلايا الدم يعد انتهاء عمرها الافتراضي، فيبدأ الطحال بتكسير خلايا الدم قبل انتهاء عمرها الحقيقي فيصاب المريض بفقر دم شديد تظهر أعراضه على شكل إرهاق وضعف عام وشحوب.
أما احتقان أوردة الجهاز الهضمي فإن ذلك قد يتسبب في انفجار هذه الأوعية مما يسبب نزيف الجهاز الهضمي.

## الأعراض والعلامات
في المراحل الأولى للمرض تظهر أعراض الأنيميا على شكل ضعف عام وخمول وشحوب كما يظهر زيادة في حجم الطحال في الجانب الأيسر من بطن المريض وهو العرض الأكثر أهمية، بتطور المرض تزداد أعراض الأنيميا شدة وقد يحدث نزيف بالجهاز الهضمي ويعاني المريض من قيء دموي أو براز مدمم، وقد يحث زيادة في حجم الكبد أيضًا في الجانب الأيمن من بطن المريض ويتبع ذلك تليفها وانكماش حجمها مما يؤدي إلى حدوث استسقاء(تراكم السوائل داخل الغشاء البريتوني ببطن المريض).
بزيادة حجم الطحال واضطراب وظظيفته في تكسير خلايا الدم فيما يعرف بتوحش الطحال مما يتسبب في تكسير كل مكونات الدم قبل اكتمال عمرها الافتراضي، فيعاني المريض من نقص كرات الدم الحمراء مما يؤدي إلى الأنيميا بأعراضها السابقة، ونقص خلايا الدم البيضاء المسؤولة عن المناعة ومهجامة الأجسام الغريبة مما يؤدي لاصابة المريض بعدوى بكتيرية متكررة، ونقص في الصفائح الدموية والمسؤولية عن عملية التجلط في حالات الجروح لإيقاف النزف مما يعرض المريض لخطورة النزف المستمر دون توقف.

## معدلات الانتشار
تصيب متلازمة بانتي الذكور والإناث بنسب متساوية، وتزداد معدلات انتشاره في مناطق من الهند واليابان ولكنه يعد مرض نادرًا في الدول الغربية، ويعتقد أن ذلك يرجع إلى اختلاف معدلات الزنك في مياه الشرب من منطقة إلى أخرى.

## التشخيص
يعتمد تشخيص متلازمة بانتي على الأعراض الطبية بالإضافة إلى بعض الاختبارات مثل تصوير الأوعية الدموية الخاصة بالطحال والوريد البابي وتصوير الطحال والكبد بوساطة التصوير بالرنين المغناطيسي

## العلاج
يتوقف علاج حالة متلازمة بانتي على سبب حدوثها، فإن كان السبب هو التعرض لدواء أزاثيوبرين فلابد من وقف الدواء فورًا.
ويعد نزيف الجهاز الهضمي وهو أخطر الأعراض بأدوية قابضة للأوعية الدموية أو بإجراء جراحة تحويل مسار الدم.